# Чиаурели, Михаил Отарович
Михаи́л Отарович Чиауре́ли (род. 16 июня 1943, Тбилиси) — советский и грузинский кинорежиссёр и сценарист.

## Биография
Родился 16 июня 1943 в Тбилиси в Грузии. Внук кинорежиссёра Михаила Эдишеровича Чиаурели, родной племянник актрисы Софико Чиаурели.
В 1964 году окончил факультет механизации Тбилисского сельскохозяйственного института. В 1971 завершил обучение на вечернем отделении Грузинской Академии художеств. Затем в 1977 году последовали двухгодичные высшие курсы сценаристов и режиссёров (ВКСР) при Госкино СССР.

### Профессиональная деятельность
В 1973 году Михаил Чиаурели стал ассистентом режиссёра Государственного Комитета по телевидению и радиовещанию Грузинской ССР. В 1976 году стал режиссёром на киностудии «Грузия-фильм».
Михаил Чиаурели снял 3 полнометражных фильма, один из них вместе с Георгием Шенгелая, а также один короткометражный фильм. Во всех своих полнометражных фильмах Михаил Чиаурели выступил и как сосценарист.

## Фильмография
| Год  |     | Русское название            | Оригинальное название            | Роль                           |
| ---- | --- | --------------------------- | -------------------------------- | ------------------------------ |
| 1970 | мф  | Петух-хирург                | Оригинальное название неизвестно | режиссёр и один из сценаристов |
| 1975 | кор | Рулон                       | Оригинальное название неизвестно | режиссёр                       |
| 1980 | ф   | Девушка со швейной машинкой | Оригинальное название неизвестно | режиссёр и один из сценаристов |
| 1986 | ф   | Арена неистовых             | Оригинальное название неизвестно | режиссёр и один из сценаристов |
| 1991 | ф   | Я крёстный Пеле!            | Оригинальное название неизвестно | режиссёр и один из сценаристов |
| 2008 | док | Софико                      | Оригинальное название неизвестно | режиссёр и сценарист           |